# 屏東縣里港鄉里港國民小學
屏東縣里港鄉里港國民小學，簡稱里港國小，是一所位於臺灣屏東縣里港鄉的國民小學。該校於1900年創立時名為阿里港公學校，至今有百年餘歷史:11。

## 歷史

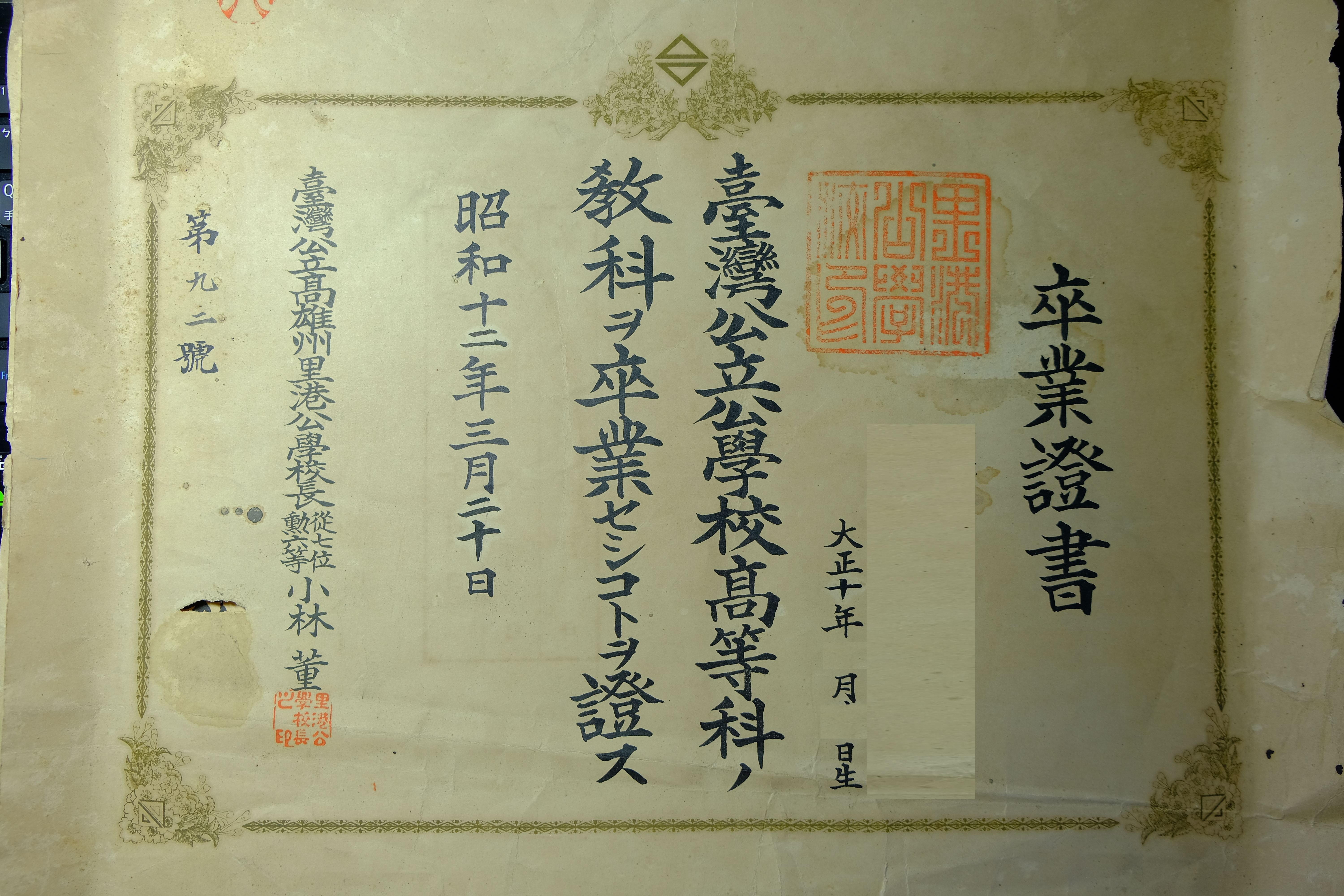
日治時期里港公學校卒業証書

### 阿里港公學校
1900年（明治33年），阿里港公學校在清代的雪峰書院原址設立，為屏北地區第一所、屏東第九所成立的公學校:12，學區幅員廣大，包括今日的里港、九如、高樹及鹽埔地區。草創時期由於附近居民生活清苦，學生數量稀少，前四屆每年最多只有五位新生:14、也未派校長，直到第五年才由岡村多門首度擔任:16。
1910年（明治43年）開始，因學區過大、又有溪流阻隔，至1922年（大正11年）先後成立了東振新分校、鹽埔分校、九塊厝分校及土庫分教場，後來也一一獨立:20-24。

### 里港公學校、里港東國民學校
1920年（大正9年）行政區域大幅改動，阿里港區與土庫區合併為里港庄，阿里港公學校遂於隔年更名為「里港公學校」:25。1941年（昭和16年）因國民學校政策改制為「里港東國民學校」:25。

### 里港鄉第一國民學校
1945年台灣光復，國民政府接收後仍稱國民學校。1949年（民國38年）附設幼稚園成立，然而在師資匱乏（五十多位學生僅有一名教師）的情況下，1961年（民國50年）遂停辦:79-80。1958年（民國47年）塔樓分班成立，四年後改為分校。

### 里港國民小學
1968年（民國57年）九年國民義務教育實施，里港國校遂更為現名。1976年（民國65年）政府推動改進國民教育計畫，校內老舊的校舍得以全部改建:149。後1984年由縣政府補助款及教職員募款建成的活動中心「仁德館」正式啟用，為屏東縣第一所擁有活動中心的國民小學:150。2001年塔樓村民及分校校方爭取獨立設校成功，塔樓國小正式成立。
2021年12月28日，屋齡超過35年的南棟校舍被評估為危險建築，舉行舊校舍重建動土典禮。

## 活動
2019年，校內三棵百年榕樹感染褐根病，校方聯絡樹醫團隊協助救援、也舉辦祈福活動，邀請學生和年過七旬的校友參與。
2021年舉辦英語冬令營，帶領學生前往甫落成的屏東縣政府警察局里港分局參訪，深入了解警察工作及交通安全觀念。

## 敬聖亭

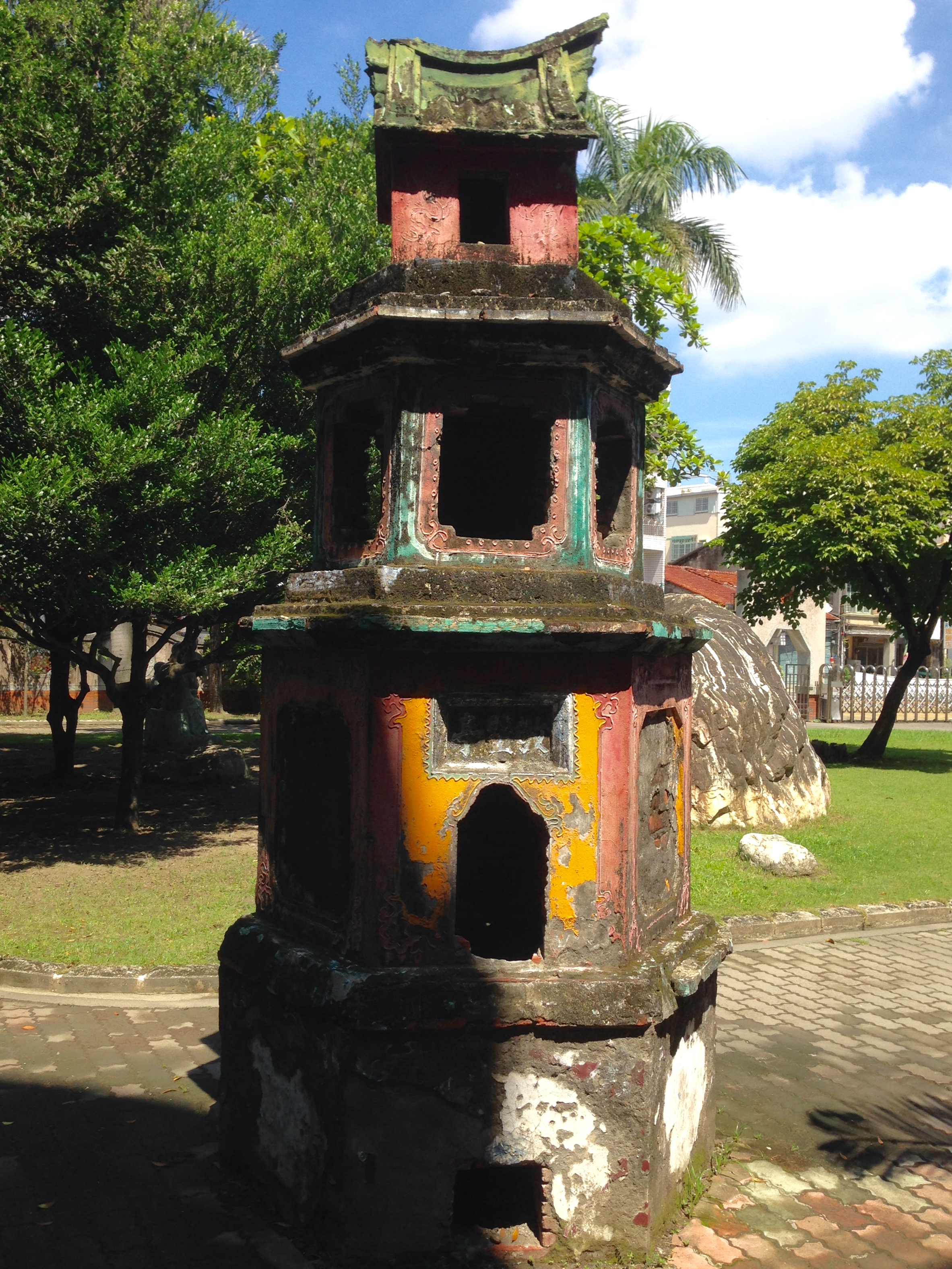
里港鄉敬聖亭

1877年（光緒3年）雪峰書院創立，敬聖亭於該時為提倡儒教，宣揚尊重聖賢、愛惜紙張觀念（即惜字亭）而建成。亭體為六角形，高度約四公尺，外觀題有「忠恕」二字。由於年久失修，里港國小修建時曾經一同整建，然而敬聖亭原址並非在現地，有經過搬遷，2012年12月3日被公告為屏東縣文化資產。

## 外部連結
- 里港國小官網 （页面存档备份，存于）